# Vladimír Novotný (direttore della fotografia)
Vladimír Novotný (Tábor, 17 ottobre 1914 – Praga, 14 aprile 1997) è stato un direttore della fotografia ceco.

## Biografia
Vladimír Novotný nacque a Tábor il 17 ottobre 1914,in una famiglia di artisti, dato che il fratello Antonin (1913-2005) diventò un attore.
Vladimír Novotný studiò al liceo di Tábor e alla fine degli anni venti la sua famiglia si trasferì a Praga.
A Praga, ancora studente, partecipò nel 1931, insieme a suo fratello Antonín, alle audizioni per il ruolo di comparsa nel film Studenti (Před maturitou) (1932) del regista Svatopluk Innemann.
Dopo alcuni altri piccoli ruoli si interessò alla fotografia e alle macchine fotografiche e incominciò la sua carriera nel 1933, collaborando come assistente cameraman con Karel Degl nel film Settimo potere; successivamente la sua grande esperienza e conoscenza di numerose tecniche di ripresa lo distinse accanto ai più importanti autori e registi del suo Paese,per creare atmosfere ed emozioni nei film.
Dopo aver collaborato con l'esercito, durante la seconda guerra mondiale, per i servizi fotografici, si dedicò alla produzione e alla realizzazione di film di animazione, attività della quale diventò un maestro e un insegnante ai giovani.
Nel 1946, con Nozze sul mar dei Coralli, avviò la serie di produzioni dell'illustratore, animatore e regista Jiří Trnka;inoltre filmò numerosi cortometraggi e immagini culturali, e dal 1947 al 1948 fu assistente cameraman di John Roth.
Dal 1952 insegnò alla Accademia cinematografica di Praga.
Le capacità di Novotný vennero utilizzate pienamente con Imperatore della città d'oro (1955), film impreziosito da trucchi elaborati, da effetti speciali e da brillanti e creative soluzioni scenografiche.
Ebbe anche il merito di avviare il CinemaScope in Cecoslovacchia, nel 1957, con Nella corrente, per la regia di Vladimír Vlceck.
Novotný lavorò come cameraman anche in televisione. Brevettò un metodo e un apparecchio per la trasmissione di immagini televisive stereoscopiche, presentato anche al Festival televisivo internazionale di Praga nel 1965.
Tra i film più apprezzati nei quali collaborò Novotný si può menzionare Il negozio al corso (Obchod na korze), per la regia di Ján Kadár e Elmar Klos (1965), Oscar al miglior film in lingua straniera.

## Filmografia
- Malý partyzán, regia di Pavel Blumenfeld (1950)
- Byl jednou jeden král..., regia di Bořivoj Zeman (1955)
- Ztracenci, regia di Miloš Makovec (1956)
- Muž z prvního století, regia di Oldřich Lipský (1962)
- Limonádový Joe aneb Koňská opera, regia di Oldřich Lipský (1964)
- Il negozio al corso (Obchod na korze), regia di Ján Kadár e Elmar Klos (1965)
- Happy End, regia di Oldřich Lipský (1967)
- Šest medvědů s Cibulkou, regia di Oldřich Lipský (1972)
- Jak utopit dr. Mráčka aneb Konec vodníků v Čechách, regia di Václav Vorlíček (1975)